# Liste der Naturdenkmale in Herne
Die Liste der Naturdenkmale in Herne enthält die Naturdenkmale und Alleen, die laut des Landschaftsplans der Unteren Landschaftsbehörde der Stadt Herne festgelegt und ausgewiesen wurden.

## Listen

### Naturdenkmale
Listet die Naturdenkmale im Innen- und Außenbereich der Stadt auf
| Bild | Festsetzungsnummer                 | Was                                     | Beschreibung                                                             | Lage                                                                                            | Link   | Koordinaten                 |
| ---- | ---------------------------------- | --------------------------------------- | ------------------------------------------------------------------------ | ----------------------------------------------------------------------------------------------- | ------ | --------------------------- |
|      | ND 7.3.2.1                         | Rotbuche – (Fagus sylvatica)            | Buche mit einem Stammdurchmesser von 75 cm                               | ca. 30 m südlich der Hafenböschung im Wäldchen „Unser Fritz“                                    | [ 2 ]  | 51° 32′ 40″ N, 7° 8′ 36″ O  |
|      | ND 7.3.2.2                         | Rotbuche – (Fagus sylvatica)            | Buche mit einem Stammdurchmesser von 60 cm                               | ca. 50 m südlich der Hafenböschung im Wäldchen „Unser Fritz“                                    | [ 3 ]  | 51° 32′ 39″ N, 7° 8′ 36″ O  |
|      | ND 7.3.2.3                         | Rotbuche – (Fagus sylvatica)            | Buche mit einem Stammdurchmesser von 70 cm                               | ca. 60 m südlich der Hafenböschung im Wäldchen „Unser Fritz“                                    | [ 4 ]  | 51° 32′ 39″ N, 7° 8′ 36″ O  |
|      | ND 7.3.2.4                         | Rotbuche – (Fagus sylvatica)            | Buche mit einem hohen Wurzelansatz und einem Stammdurchmesser von 100 cm | Nördlich des Weges am Eingangsbereich zur Kleingartenanlage „Herner Mark“ in Sodingen           | [ 5 ]  | 51° 32′ 11″ N, 7° 15′ 41″ O |
|      | ND 7.3.2.5                         | Rosskastanie – (Aesculus hippocastanum) | Rosskastanie mit einem Stammdurchmesser von 130 cm                       | Links hinter der Mauer an der Toreinfahrt zum ehemaligen Gehöft „Auf dem Stennert“ in Herne-Süd | [ 6 ]  | 51° 32′ 6″ N, 7° 14′ 50″ O  |
|      | ND 7.3.2.6                         | Winterlinde – (Tilia cordata)           | Sechs stämmige Linde mit einer ausgeprägten Kronenform                   | Links des Hauptweges zum Südfriedhof an der Wiescherstraße in Herne-Süd                         | [ 7 ]  | 51° 31′ 48″ N, 7° 14′ 28″ O |
|      | ND 7.3.2.7                         | Rotbuche – (Fagus sylvatica)            | Buche mit einem Stammdurchmesser von 100 cm                              | Auf einer Wiese südlich der Zufahrt zu dem Gehöft an der Oestrichstraße in Sodingen             | [ 8 ]  | 51° 31′ 55″ N, 7° 16′ 44″ O |
|      | ND 7.3.2.8                         | Winterlinde – (Tilia cordata)           | Linde mit einem Stammdurchmesser von 65 cm                               | Im Volkspark Röhlinghausen, ca. 20 m südwestlich des Hauses Barbarastraße 38 in Röhlinghausen   | [ 9 ]  | 51° 30′ 51″ N, 7° 8′ 47″ O  |
|      | ND 7.3.2.9 ND 7.3.2.10 ND 7.3.2.11 | Sommerlinden – (Tilia platyphyllos)     | Drei Sommerlinden mit einem Stammdurchmesser von ca. 65 cm               | Entlang des Haupteinganges zum Sportplatz im Volkspark Röhlinghausen                            | [ 10 ] | 51° 30′ 45″ N, 7° 8′ 53″ O  |
|      | ND 7.3.2.12 ND 7.3.2.13            | Sommerlinden – (Tilia platyphyllos)     | Zwei Sommerlinden mit je einem Stammdurchmesser von 65 cm                | Am Haupteingang des Volkshauses in Röhlinghausen                                                | [ 11 ] | 51° 30′ 45″ N, 7° 8′ 53″ O  |
|      | ND 7.3.2.14                        | Rotbuche – (Fagus sylvatica)            | Eine Buche mit einem Stammumfang von über 3 m                            | Am Waldsaum östlich des Forsthauses Gysenberg im Gysenbergpark                                  | [ 12 ] | 51° 31′ 38″ N, 7° 15′ 30″ O |

### Alleen
Listet die Alleen im Gebiet der Stadt Herne auf, die im Landschaftsplan verzeichnet sind. Geschützte Alleen sind keine Naturdenkmale.
| Bild | Objektkennung | Wo                                                          | Typ                   | Kennzeichen                                                                                    | Baumarten                          | Länge      | Link | Koordinaten                 |
| ---- | ------------- | ----------------------------------------------------------- | --------------------- | ---------------------------------------------------------------------------------------------- | ---------------------------------- | ---------- | ---- | --------------------------- |
|      | AL-HER-0001   | Winterlindenallee im Klostergarten, Paderborner Straße      | Einfache Allee        | Bedeckte Allee (überwiegend geschlossenes Kronendach), keine Lücken, Pflanzzeitraum: 1851–1900 | 27 Stück Winterlinde               | 80,12 m    |      | 51° 32′ 13″ N, 7° 11′ 20″ O |
|      | AL-HER-0002   | Günnigfelder Straße                                         | Einfache Allee        | Bedeckte Allee (überwiegend geschlossenes Kronendach), keine Lücken                            | unbekannt                          | 257,56 m   |      | 51° 30′ 33″ N, 7° 9′ 2″ O   |
|      | AL-HER-0003   | Hasenhorst                                                  | Einfache Allee        | Bedeckte Allee (überwiegend geschlossenes Kronendach), keine Lücken                            | unbekannt                          | 235,67 m   |      | 51° 30′ 30″ N, 7° 9′ 3″ O   |
|      | AL-HER-0004   | Gustavstraße                                                | Einfache Allee        | Bedeckte Allee (überwiegend geschlossenes Kronendach), keine Lücken                            | unbekannt                          | 305,85 m   |      | 51° 30′ 18″ N, 7° 9′ 7″ O   |
|      | AL-HER-0005   | Eisenstraße                                                 | Einfache Allee        | zahlreiche Lücken, unterbrochen                                                                | unbekannt                          | 367,04 m   |      | 51° 30′ 18″ N, 7° 9′ 3″ O   |
|      | AL-HER-0006   | Landgrafenstraße                                            | Einfache Allee        | zahlreiche Lücken                                                                              | ahornblättrige Platanen            | 649,73 m   |      | 51° 31′ 31″ N, 7° 9′ 58″ O  |
|      | AL-HER-0007   | Horst- und Richardstraße                                    | Einfache Allee        | Bedeckte Allee (überwiegend geschlossenes Kronendach), keine Lücken                            | Berg-Ahorn                         | 514,59 m   |      | 51° 31′ 53″ N, 7° 11′ 35″ O |
|      | AL-HER-0008   | Aschebrock                                                  | Einfache Allee        | Bedeckte Allee (überwiegend geschlossenes Kronendach), einige Lücken                           | Linde                              | 365,12 m   |      | 51° 31′ 47″ N, 7° 11′ 24″ O |
|      | AL-HER-0009   | Luisenstraße                                                | Einfache Allee        | Bedeckte Allee (überwiegend geschlossenes Kronendach), wenige Lücken                           | Ahornblättrige Platane, Berg-Ahorn | 505,85 m   |      | 51° 32′ 59″ N, 7° 13′ 21″ O |
|      | AL-HER-0010   | Schaeferstraße                                              | Einfache Allee        | Bedeckte Allee (überwiegend geschlossenes Kronendach), einige Lücken                           | Ahornblättrige Platane             | 731,74 m   |      | 51° 32′ 29″ N, 7° 13′ 36″ O |
|      | AL-HER-0011   | Goethestraße                                                | Einfache Allee        | Bedeckte Allee (überwiegend geschlossenes Kronendach), wenige Lücken                           | Linde                              | 356,29 m   |      | 51° 32′ 37″ N, 7° 13′ 41″ O |
|      | AL-HER-0012   | Memeler Straße                                              | Einfache Allee        | Bedeckte Allee (überwiegend geschlossenes Kronendach), keine Lücken                            | unbekannt                          | 231,33 m   |      | 51° 32′ 50″ N, 7° 16′ 53″ O |
|      | AL-HER-0013   | Mont-Cenis-Straße (L 657)                                   | Einfache Allee        | Bedeckte Allee (überwiegend geschlossenes Kronendach), keine Lücken                            | Gemeine Esche, Baum-Hasel          | 288,93 m   |      | 51° 32′ 35″ N, 7° 16′ 37″ O |
|      | AL-HER-0014   | Säuleneichenallee auf dem Südfriedhof an der Wiescherstraße | Einfache Allee        | Offene Allee (überwiegend offenes Kronendach), keine Lücken                                    | Stieleiche                         | 121,54 m   |      | 51° 31′ 48″ N, 7° 14′ 29″ O |
|      | AL-HER-0015   | Lindenallee auf dem Südfriedhof – II                        | Einfache Allee        | Offene Allee (überwiegend offenes Kronendach), keine Lücken                                    | Linde                              | 193,32 m   |      | 51° 31′ 58″ N, 7° 14′ 31″ O |
|      | AL-HER-0016   | Platanenallee im Schlosspark Strünkede                      | Einfache Allee        | Bedeckte Allee (überwiegend geschlossenes Kronendach), wenige Lücken                           | Ahornblättrige Platane             | 185,93 m   |      | 51° 33′ 0″ N, 7° 12′ 39″ O  |
|      | AL-HER-0017   | Dorstener Straße                                            | Dreireihige Allee     | Offene Allee (überwiegend offenes Kronendach), keine Lücken                                    | Linde, Spitzahorn                  | 1.939,23 m |      | 51° 31′ 59″ N, 7° 11′ 9″ O  |
|      | AL-HER-0018   | Koniner Straße                                              | Doppelallee           | Offene Allee (überwiegend offenes Kronendach), keine Lücken                                    | Linde, Ahornblättrige Platane      | 1.317,25 m |      | 51° 31′ 41″ N, 7° 11′ 59″ O |
|      | AL-HER-0019   | Bahnhofstraße                                               | Einfache Allee        | Bedeckte Allee (überwiegend geschlossenes Kronendach), wenige Lücken                           | Linde                              | 412,46 m   |      | 51° 33′ 23″ N, 7° 12′ 38″ O |
|      | AL-HER-0020   | Grünanlage Otto-Hahn-Gymnasium/Hölkeskampring               | Haupt- und Nebenallee | Bedeckte Allee (überwiegend geschlossenes Kronendach), keine Lücken                            | Linde                              | 167,88 m   |      | 51° 32′ 19″ N, 7° 14′ 20″ O |
|      | AL-HER-0021   | Büchnerstraße                                               | Haupt- und Nebenallee | Bedeckte Allee (überwiegend geschlossenes Kronendach), wenige Lücken                           | unbekannt                          | 156,0 m    |      | 51° 32′ 25″ N, 7° 14′ 13″ O |
|      | AL-HER-0022   | Friedhofstraße                                              | Einfache Allee        | Bedeckte Allee (überwiegend geschlossenes Kronendach), keine Lücken                            | Sand-Birke                         | 139,03 m   |      | 51° 32′ 34″ N, 7° 16′ 37″ O |
|      | AL-HER-0023   | Pappelallee an der Fortbildungsakademie Mont-Cenis          | Einfache Allee        | Offene Allee (überwiegend offenes Kronendach), keine Lücken                                    | Pyramidenpappel                    | 678,20 m   |      | 51° 32′ 35″ N, 7° 15′ 9″ O  |
|      | AL-HER-0024   | Mont-Cenis-Straße                                           | Einfache Allee        | Offene Allee (überwiegend offenes Kronendach), keine Lücken                                    | Spitzahorn                         | 147,76 m   |      | 51° 32′ 18″ N, 7° 15′ 10″ O |

## Belege
1. ↑  Stadt Herne: Der Landschaftsplan, abgerufen am 19. April 2017
2. ↑  7.3.2.1 1 Buche (Fagus sylvatica) (Memento vom 20. April 2017 im Internet Archive)
3. ↑  7.3.2.2 1 Buche (Fagus sylvatica) (Memento vom 20. April 2017 im Internet Archive)
4. ↑  7.3.2.3 1 Buche (Fagus sylvatica) (Memento vom 20. April 2017 im Internet Archive)
5. ↑  7.3.2.4 1 Buche (Fagus sylvatica) (Memento vom 20. April 2017 im Internet Archive)
6. ↑  7.3.2.5 1 Rosskastanie (Aesculus hippocastanum) (Memento vom 20. April 2017 im Internet Archive)
7. ↑  7.3.2.6 1 Linde (Tilia cordata) (Memento vom 20. April 2017 im Internet Archive)
8. ↑  7.3.2.7 1 Buche (Fagus sylvatica) (Memento vom 20. April 2017 im Internet Archive)
9. ↑  7.3.2.8 1 Linde (Tilia cordata) (Memento vom 20. April 2017 im Internet Archive)
10. ↑  7.3.2.9, 7.3.2.10, 7.3.2.11 3 Sommerlinden (Tilia platyphyllos) (Memento vom 20. April 2017 im Internet Archive)
11. ↑  7.3.2.9, 7.3.2.10, 7.3.2.11 3 Sommerlinden (Tilia platyphyllos) (Memento vom 20. April 2017 im Internet Archive)
12. ↑  7.3.2.14 1 Buche (Fagus sylvatica) (Memento vom 20. April 2017 im Internet Archive)

- Karte mit allen Koordinaten:
- OSM |
- WikiMap